# Lew Alexejewitsch Perowski

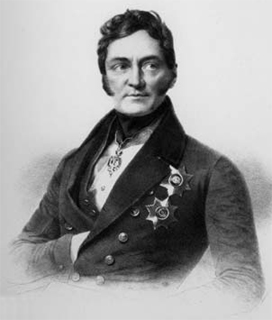
Graf Lew Alexejewitsch Perowski

Graf Lew Alexejewitsch von Perowski (russisch Лев Алексе́евич Перо́вский, transkribiert als Perofsky, Perovskii, Perovskiy, Perovsky und Perowsky; wird auch als L. A. Perovski zitiert; * 9. September 1792; † 21. November 1856 in St. Petersburg) war ein russischer Adeliger, Staatsmann und Mineraloge.

## Leben
Er war der uneheliche Sohn des Grafen Alexei Kirillowitsch Rasumowski (1748–1822) aus seiner Verbindung mit Maria Michailowna Sobolewski. Zu seinen Brüdern zählten Nikolai Iwanowitsch (1785–1858), später Gouverneur der Krim, die späteren Generale Wassili Alexejewitsch (1795–1857), Boris Alexejewitsch (1815–1881) sowie der durch sein Pseudonym bekannte Schriftsteller Antonij Pogorelskij (1787–1836).
Lew Alexejewitsch wurde 1804 geadelt und nahm Während des Vaterländischen Krieges 1812 an den Schlachten von Borodino, Malojaroslawez, Wjasma und Krasnoje teil. Im Jahre 1818 erreichte er den Rang des Obersten und war nun im Generalstabe der Gardetruppen tätig. Von 1818 bis 1823 fungierte er als Generalquartiermeister des 1. Reserve-Kavalleriekorps. Er trat danach in den öffentlichen Dienst über, wurde Senator und 1829 Vizepräsidenten des Departement der Apanagen.
Unter Zar Nikolaus I. bekleidete er vom 23. September 1841 bis 30. August 1852 das Amt des Innenministers.
Als 1852 der Fürst Wolkonski verstarb, wurde er an dessen Stelle zum Minister der Apanagen und zum Dirigenten des kaiserlichen Kabinetts ernannt. Daneben war er seit 1850 Direktor der Kommission für Antikenforschung und förderte archäologische Ausgrabungen. Er stellte eine umfangreiche Sammlung griechischer Antiquitäten und Münzen sowie eine reichhaltige Sammlung alter russischer Silbermünzen und von Medaillen zusammen.
1845 schlug er die Gründung der Russischen Geographischen Gesellschaft vor. Seit 1853 war er Ehrenmitglied der Russischen Akademie der Wissenschaften in St. Petersburg.
Das Mineral Perowskit wurde nach ihm benannt und die Pflanzengattung Perovskia nach seinem Bruder Wassili (Gouverneur von Orenburg).